# Mhère
Mhère è un comune francese di 262 abitanti situato nel dipartimento della Nièvre nella regione della Borgogna-Franca Contea.

## Società

### Evoluzione demografica
Abitanti censiti